# Myror
Myror (Formicidae) är en familj av gaddsteklar med små eusociala insekter. Tillsammans med getingar, bin, parasitsteklar och växtsteklar bildar de ordningen Hymenoptera. Familjen är mycket mångskiftande och består av upp till 22 000 arter, varav över 14 000 arter är kända, där absoluta merparten lever i tropikerna. De lever i välorganiserade kolonier som kan omfatta flera miljoner, ibland miljarder, individer. Individerna delas in i de subfertila eller sterila honorna som utgör "arbetare", "soldater" etcetera, fertila hanar som utgör "drönare" och fertila honor som utgör "drottningar".
Myror återfinns över nästan hela världen, och har tillsammans beräknats utgöra i genomsnitt 15–20 % av den totala biomassan av landlevande djur (i tropiska regioner mer än 25 %). Uppskattningen av antalet individer varierar, men enligt en studiesammanställning av Proceedings of the National Academy of Science (PNAS) i USA publicerad i september 2022 uppgår denna siffra till totalt 20 biljarder (20 x 1015).
Många myror är rovdjur med mindre djurarter som bytesdjur, varför de kan fungera positivt för växter genom att minska antalet skadeinsekter. Särskilt i Kina och Amerika har man använt sig av myror för att skydda odlingar. 

## Systematik
Familjen Formicidae tillhör ordningen Hymenoptera, som också omfattar växtsteklar, bin och getingar. Myrorna evolverade ur en utvecklingslinje inom getingfamiljen Vespoidea. 1966 identifierade E. O. Wilson och hans kollegor de fossila resterna av en myra (Sphecomyrma) som levt under kritaperioden. Specimentet inkapslat i bärnsten daterades till runt 92 miljoner år sedan, och har drag av både myra och geting. Sphecomyrma var möjligtvis en marklevande art medan de besläktade släktena Haidomyrmex och Haidomyrmodes inom underfamiljen Sphecomyrminae bedöms ha varit aktiva trädlevande predatorer. Efter att blommande växter utvecklats för ungefär 100 miljoner år sedan ökade myrornas mångfald och för cirka 60 miljoner år sedan hade de uppnått den ekologiska position som de uppvisar idag. Vissa grupper såsom Leptanillinae och Martialinae föreslås ha diversifierats från tidiga primitiva myror, vilka troligen hade varit marklevande predatorer under jordytan.
Under kritaperioden förekom det ett fåtal primitiva myrarter med mycket stor utbredning över superkontinenten Laurasien (norra hemisfären). I förhållande till andra insekter var de fåtaliga och utgjorde bara 1 % av den totala insektspopulationen. Myrorna blev en ekologiskt dominerande grupp efter adaptiv radiering i början av paleogena perioden. Under oligocen och miocen utgör myror 20–40 % av alla de insekter som återfinns i större fossila lämningar. Av de arter som förekom under eocen, har ungefär var tionde släkte överlevt till nutid. Idag förekommande släkten utgör 56 % av de släkten som återfinns i baltiska bärnstensfossil (från tidig oligocen), och 92 % av de släkten som återfinns i dominikanska bärnstensfossil (från tidig miocen).

### Kladogram
En fylogeni över de idag existerande myrornas underfamiljer.
|  | Ecitoninae                                                    |
|  |                                                               |
|  | Aenictinae                                                    |
|  |                                                               |
|  | \| \| Dorylini \| \| \| \| \| \| Aenictogitoninae \| \| \| \| |
|  |                                                               |
|  | Dorylini                                                      |
|  |                                                               |
|  | Aenictogitoninae                                              |
|  |                                                               |

|  | Dorylini         |
|  |                  |
|  | Aenictogitoninae |
|  |                  |

|  | Ecitoninae                                                    |
|  |                                                               |
|  | Aenictinae                                                    |
|  |                                                               |
|  | \| \| Dorylini \| \| \| \| \| \| Aenictogitoninae \| \| \| \| |
|  |                                                               |
|  | Dorylini                                                      |
|  |                                                               |
|  | Aenictogitoninae                                              |
|  |                                                               |

|  | Dorylini         |
|  |                  |
|  | Aenictogitoninae |
|  |                  |

|  | Dolichoderinae |
|  |                |
|  | Aneuretinae    |
|  |                |

|  | Pseudomyrmecinae |
|  |                  |
|  | Myrmeciinae      |
|  |                  |

|  | Dolichoderinae |
|  |                |
|  | Aneuretinae    |
|  |                |

|  | Pseudomyrmecinae |
|  |                  |
|  | Myrmeciinae      |
|  |                  |

|  | \| \| Ectatomminae \| \| \| \| \| \| Heteroponerinae \| \| \| \| |
|  |                                                                  |
|  | Ettermyror                                                       |
|  |                                                                  |
|  | Formicinae                                                       |
|  |                                                                  |
|  | Ectatomminae                                                     |
|  |                                                                  |
|  | Heteroponerinae                                                  |
|  |                                                                  |

|  | Ectatomminae    |
|  |                 |
|  | Heteroponerinae |
|  |                 |

|  | Dolichoderinae |
|  |                |
|  | Aneuretinae    |
|  |                |

|  | Pseudomyrmecinae |
|  |                  |
|  | Myrmeciinae      |
|  |                  |

|  | Dolichoderinae |
|  |                |
|  | Aneuretinae    |
|  |                |

|  | Pseudomyrmecinae |
|  |                  |
|  | Myrmeciinae      |
|  |                  |

|  | \| \| Ectatomminae \| \| \| \| \| \| Heteroponerinae \| \| \| \| |
|  |                                                                  |
|  | Ettermyror                                                       |
|  |                                                                  |
|  | Formicinae                                                       |
|  |                                                                  |
|  | Ectatomminae                                                     |
|  |                                                                  |
|  | Heteroponerinae                                                  |
|  |                                                                  |

|  | Ectatomminae    |
|  |                 |
|  | Heteroponerinae |
|  |                 |

|  | Ecitoninae                                                    |
|  |                                                               |
|  | Aenictinae                                                    |
|  |                                                               |
|  | \| \| Dorylini \| \| \| \| \| \| Aenictogitoninae \| \| \| \| |
|  |                                                               |
|  | Dorylini                                                      |
|  |                                                               |
|  | Aenictogitoninae                                              |
|  |                                                               |

|  | Dorylini         |
|  |                  |
|  | Aenictogitoninae |
|  |                  |

|  | Ecitoninae                                                    |
|  |                                                               |
|  | Aenictinae                                                    |
|  |                                                               |
|  | \| \| Dorylini \| \| \| \| \| \| Aenictogitoninae \| \| \| \| |
|  |                                                               |
|  | Dorylini                                                      |
|  |                                                               |
|  | Aenictogitoninae                                              |
|  |                                                               |

|  | Dorylini         |
|  |                  |
|  | Aenictogitoninae |
|  |                  |

|  | Dolichoderinae |
|  |                |
|  | Aneuretinae    |
|  |                |

|  | Pseudomyrmecinae |
|  |                  |
|  | Myrmeciinae      |
|  |                  |

|  | Dolichoderinae |
|  |                |
|  | Aneuretinae    |
|  |                |

|  | Pseudomyrmecinae |
|  |                  |
|  | Myrmeciinae      |
|  |                  |

|  | \| \| Ectatomminae \| \| \| \| \| \| Heteroponerinae \| \| \| \| |
|  |                                                                  |
|  | Ettermyror                                                       |
|  |                                                                  |
|  | Formicinae                                                       |
|  |                                                                  |
|  | Ectatomminae                                                     |
|  |                                                                  |
|  | Heteroponerinae                                                  |
|  |                                                                  |

|  | Ectatomminae    |
|  |                 |
|  | Heteroponerinae |
|  |                 |

|  | Dolichoderinae |
|  |                |
|  | Aneuretinae    |
|  |                |

|  | Pseudomyrmecinae |
|  |                  |
|  | Myrmeciinae      |
|  |                  |

|  | Dolichoderinae |
|  |                |
|  | Aneuretinae    |
|  |                |

|  | Pseudomyrmecinae |
|  |                  |
|  | Myrmeciinae      |
|  |                  |

|  | \| \| Ectatomminae \| \| \| \| \| \| Heteroponerinae \| \| \| \| |
|  |                                                                  |
|  | Ettermyror                                                       |
|  |                                                                  |
|  | Formicinae                                                       |
|  |                                                                  |
|  | Ectatomminae                                                     |
|  |                                                                  |
|  | Heteroponerinae                                                  |
|  |                                                                  |

|  | Ectatomminae    |
|  |                 |
|  | Heteroponerinae |
|  |                 |

|  | Ecitoninae                                                    |
|  |                                                               |
|  | Aenictinae                                                    |
|  |                                                               |
|  | \| \| Dorylini \| \| \| \| \| \| Aenictogitoninae \| \| \| \| |
|  |                                                               |
|  | Dorylini                                                      |
|  |                                                               |
|  | Aenictogitoninae                                              |
|  |                                                               |

|  | Dorylini         |
|  |                  |
|  | Aenictogitoninae |
|  |                  |

|  | Ecitoninae                                                    |
|  |                                                               |
|  | Aenictinae                                                    |
|  |                                                               |
|  | \| \| Dorylini \| \| \| \| \| \| Aenictogitoninae \| \| \| \| |
|  |                                                               |
|  | Dorylini                                                      |
|  |                                                               |
|  | Aenictogitoninae                                              |
|  |                                                               |

|  | Dorylini         |
|  |                  |
|  | Aenictogitoninae |
|  |                  |

|  | Dolichoderinae |
|  |                |
|  | Aneuretinae    |
|  |                |

|  | Pseudomyrmecinae |
|  |                  |
|  | Myrmeciinae      |
|  |                  |

|  | Dolichoderinae |
|  |                |
|  | Aneuretinae    |
|  |                |

|  | Pseudomyrmecinae |
|  |                  |
|  | Myrmeciinae      |
|  |                  |

|  | \| \| Ectatomminae \| \| \| \| \| \| Heteroponerinae \| \| \| \| |
|  |                                                                  |
|  | Ettermyror                                                       |
|  |                                                                  |
|  | Formicinae                                                       |
|  |                                                                  |
|  | Ectatomminae                                                     |
|  |                                                                  |
|  | Heteroponerinae                                                  |
|  |                                                                  |

|  | Ectatomminae    |
|  |                 |
|  | Heteroponerinae |
|  |                 |

|  | Dolichoderinae |
|  |                |
|  | Aneuretinae    |
|  |                |

|  | Pseudomyrmecinae |
|  |                  |
|  | Myrmeciinae      |
|  |                  |

|  | Dolichoderinae |
|  |                |
|  | Aneuretinae    |
|  |                |

|  | Pseudomyrmecinae |
|  |                  |
|  | Myrmeciinae      |
|  |                  |

|  | \| \| Ectatomminae \| \| \| \| \| \| Heteroponerinae \| \| \| \| |
|  |                                                                  |
|  | Ettermyror                                                       |
|  |                                                                  |
|  | Formicinae                                                       |
|  |                                                                  |
|  | Ectatomminae                                                     |
|  |                                                                  |
|  | Heteroponerinae                                                  |
|  |                                                                  |

|  | Ectatomminae    |
|  |                 |
|  | Heteroponerinae |
|  |                 |

|  | Ecitoninae                                                    |
|  |                                                               |
|  | Aenictinae                                                    |
|  |                                                               |
|  | \| \| Dorylini \| \| \| \| \| \| Aenictogitoninae \| \| \| \| |
|  |                                                               |
|  | Dorylini                                                      |
|  |                                                               |
|  | Aenictogitoninae                                              |
|  |                                                               |

|  | Dorylini         |
|  |                  |
|  | Aenictogitoninae |
|  |                  |

|  | Ecitoninae                                                    |
|  |                                                               |
|  | Aenictinae                                                    |
|  |                                                               |
|  | \| \| Dorylini \| \| \| \| \| \| Aenictogitoninae \| \| \| \| |
|  |                                                               |
|  | Dorylini                                                      |
|  |                                                               |
|  | Aenictogitoninae                                              |
|  |                                                               |

|  | Dorylini         |
|  |                  |
|  | Aenictogitoninae |
|  |                  |

|  | Dolichoderinae |
|  |                |
|  | Aneuretinae    |
|  |                |

|  | Pseudomyrmecinae |
|  |                  |
|  | Myrmeciinae      |
|  |                  |

|  | Dolichoderinae |
|  |                |
|  | Aneuretinae    |
|  |                |

|  | Pseudomyrmecinae |
|  |                  |
|  | Myrmeciinae      |
|  |                  |

|  | \| \| Ectatomminae \| \| \| \| \| \| Heteroponerinae \| \| \| \| |
|  |                                                                  |
|  | Ettermyror                                                       |
|  |                                                                  |
|  | Formicinae                                                       |
|  |                                                                  |
|  | Ectatomminae                                                     |
|  |                                                                  |
|  | Heteroponerinae                                                  |
|  |                                                                  |

|  | Ectatomminae    |
|  |                 |
|  | Heteroponerinae |
|  |                 |

|  | Dolichoderinae |
|  |                |
|  | Aneuretinae    |
|  |                |

|  | Pseudomyrmecinae |
|  |                  |
|  | Myrmeciinae      |
|  |                  |

|  | Dolichoderinae |
|  |                |
|  | Aneuretinae    |
|  |                |

|  | Pseudomyrmecinae |
|  |                  |
|  | Myrmeciinae      |
|  |                  |

|  | \| \| Ectatomminae \| \| \| \| \| \| Heteroponerinae \| \| \| \| |
|  |                                                                  |
|  | Ettermyror                                                       |
|  |                                                                  |
|  | Formicinae                                                       |
|  |                                                                  |
|  | Ectatomminae                                                     |
|  |                                                                  |
|  | Heteroponerinae                                                  |
|  |                                                                  |

|  | Ectatomminae    |
|  |                 |
|  | Heteroponerinae |
|  |                 |

* Cerapachyinae är parafyletisk

## Utbredning
Myror har koloniserat nästan alla landområden i världen. Inhemska myror saknas endast på Antarktis, Grönland, Island, delar av Polynesien, Hawaii och andra isolerade öar. Hawaiiöarna har dock ett fyrtiotal introducerade arter. Merparten av arterna lever i tropikerna. 

### Förekomst i Sverige
1995 kände man till 76 arter som någon gång (inomhus eller utomhus) haft populationer i Sverige. Utöver det har ett antal arter påträffats i enstaka exemplar. Uppskattningsvis utgör samtliga myrarter i Sverige totalt en biljon (1012) individer, varav endast ett tiotal arter är stackmyror då 45 miljoner myrstackar kan påträffas i landet. I Norden förekommer 81 kända bofasta myrarter (2012).

## Utseende
Arter inom familjen myror varierar kraftigt till utseendet. Dock har de vissa saker gemensamt. De första, eller två första lederna på bakkroppen är avsnörda och ombildade till ett smalt skaft, en konstruktion som ger bakkroppen en hög grad av böjlighet. Antennerna är brutna (utom hos vissa arters hanar). Till färgen är de svarta, bruna eller röda i olika nyanser.
Hanen har oftast vingar och kallas därför ofta flygmyra, är smärt byggd med litet huvud och stora, utstående fasettögon, som används för att leta reda på honor vid parning. Även drottningen är vanligen bevingad (undantaget är vandringsmyror, där drottningen aldrig under sin livstid är bevingad) och mer eller mindre grövre byggda än hannar och arbetare. De har alltså oftast flygmuskler till skillnad från arbetare, det vill säga en grövre mellankropp, tjockare bakkropp och större huvud, vars fasettögon är mindre och inte så utstående. Arbetarna, det vill säga sterila honor, är alltid vinglösa, har smalare mellankropp och ett huvud som liknar drottningens men är större i förhållande till kroppen.
Myror har tre punktögon, oceller, uppe på hjässan. Dock saknar arbetarna hos vissa arter (bland annat ettermyrorna i släktet Myrmica) sådana. Hos vissa arter saknar arbetarmyrorna ögon helt. Hos andra är fasettögonen ersatta av ett enda punktöga på vardera sida om huvudet. Arbetarna är sterila honor hos vilka förträngning av de yttre könsorganen omöjliggör parning och som därför endast kan lägga obefruktade ägg. Arbetarnas äggstockar har endast mycket få äggrör, ibland inga alls (vilket gör dem fullständigt sterila).

## Ekologi

### Organisation och kommunikation
Myror bildar samhällen där det finns tre olika slags individer: hannar, honor (drottningar) och arbetare. Hos vissa myror som lever som boparasiter hos andra myrarter, till exempel släktet Anergates, saknas dock arbetare.
Hos de arter där det finns en särskild klass av arbetarmyror är det nästan uteslutande dessa som uträttar alla de för samhället nödvändiga sysslorna, som grävning och byggnadsarbete, anläggande av vägar, anskaffande av föda, vård av avkomman, bladlössen och myrgästerna, bevakning av honor och hannar, transport av larver och puppor vid flyttningar och försvar mot samhällets fiender. Hos vissa arter med små honor deltar honorna dock ivrigt i arbetena. I de fall en ensam, befruktad myrhona grundlägger ett nytt samhälle, är hon hänvisad uteslutande till sig själv för att föda upp de första arbetarna, men övergår sedan till att enbart ägna sig åt äggläggning. Hos de olika slagen av arbetare har man i vissa fall kunnat påvisa en arbetsfördelning.
Exempelvis hos stackmyror förekommer arbetsfördelning mellan små och stora arbetare. De minsta är särskilt lämpade att behandla små bladlöss, medan de av släktet Myrmecocystus uppstöter föda åt vanliga arbetare. I sin rymligare kräva, som i fyllt tillstånd ger deras bakkropp ett mycket uppsvällt utseende, bär de hem den saft till boet, som de små arbetarna har avlockat bladlössen och i sin tur anförtrott åt sina större kamrater. Hos vissa myrarter stannar somliga arbetare, som i övrigt liknar de vanliga, ständigt i boet och tjänstgör som ett slags behållare för den nektar som de vanliga arbetarna fört hem. Mest kända bland dessa så kallade honungsmyror är Camponotus inflatus från Australien samt några arter av släktet Myrmecocystus från Nordamerika. De myror som tjänstgör som honungsbehållare sitter sida vid sida i det välvda taket till vissa av boets kamrar, som är mycket stora. Uppsvällningen av deras kräva pressar alla andra organ mot kroppsväggen och gör att den ofantligt uttänjda bakkroppen blir klotrund till formen.[källa behövs]
Myror kommunicerar i hög grad med varandra genom så kallade feromoner, doftämnen, som bland annat styr sammanhållningen inom samhällena.

### Förökning

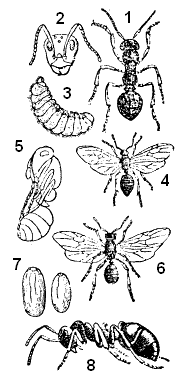
Utvecklingsstadier av röda skogsmyran (Formica rufa):
1 och 8 - arbetare, 2 - dess huvud, 3 - larv, 4 - hanne, 5 - puppa, 6 - hona, 7 - kokong

Hannar finns i boet endast en kortare tid, nämligen till dess svärmningen ägt rum, vilket inträffar vid mycket olika tider för olika arter, vanligen dock på sensommaren.
1. För arter där ett av könen saknar vingar utspelas parningen i eller vid boet. Detta gäller vandringsmyrorna (drottningen saknar vingar och flygmuskler, däremot har hannen vingar).
2. För arter där båda könen har vingar sker parningen antingen vid boet, utan någon egentlig parningsflykt, eller också sker kopuleringen under flykt. Då är det de stora honorna som bär de avsevärt mindre hannarna. Hit hör vissa tuvmyror.
3. I ytterligare andra fall flyger de vingbärande könsindividerna redan före parningen ut från bona i stora svärmar och ses sedan i massor vimla om varandra på marken. Då kan korsbefruktning mellan individer från skilda samhällen komma till stånd, särskilt genom att denna parningsflykt ofta företas samtidigt från en stor mängd samhällen av samma art i samma trakt. Detta gäller ettermyror och vissa tuvmyror.

Vid parningen försöker arbetarna hålla kvar några av de befruktade honorna i sitt eget bo. De flesta av de befruktade honorna sprider sig dock för att grunda nya samhällen mer eller mindre långt från det bo där de fötts. Hannarna, som nu spelat ut sin roll, dör snart. De bortflugna honorna irrar omkring på marken och försöker bryta loss vingarna genom att trycka ned dem med mellanbenen. 
De små smutsvita eller gulaktiga äggen klibbar fast vid varandra till klumpar, vilket gör det mycket lättare att transportera dem. De små nykläckta larverna hänger också klumpvis fast vid varandra med hjälp av hår som är krusiga eller greniga och försedda med hakar i spetsen. Därför kan en enda arbetare bära många samtidigt. Myrornas larver är antingen cylindriska, styva och oböjliga eller plattade, med betydande förmåga att kröka ihop kroppen. Det är endast de rörligare larverna som spinner en kokong före förpuppningen. De styva larverna bildar nakna puppor. Kokongerna, ofta felaktigt kallade "myrägg", består av en seg, gulvit eller gulbrun, pergamentartad vävnad. Kokongen har trubbigt avrundade ändar. Från larven avförs en exkrementsäck, som ser ut som en svart fläck, i en av ändarna. När puppan är färdig att kläckas avlägsnas kokongen av arbetarna, eftersom den däri inneslutna myran inte klarar att själv ta sig ut.

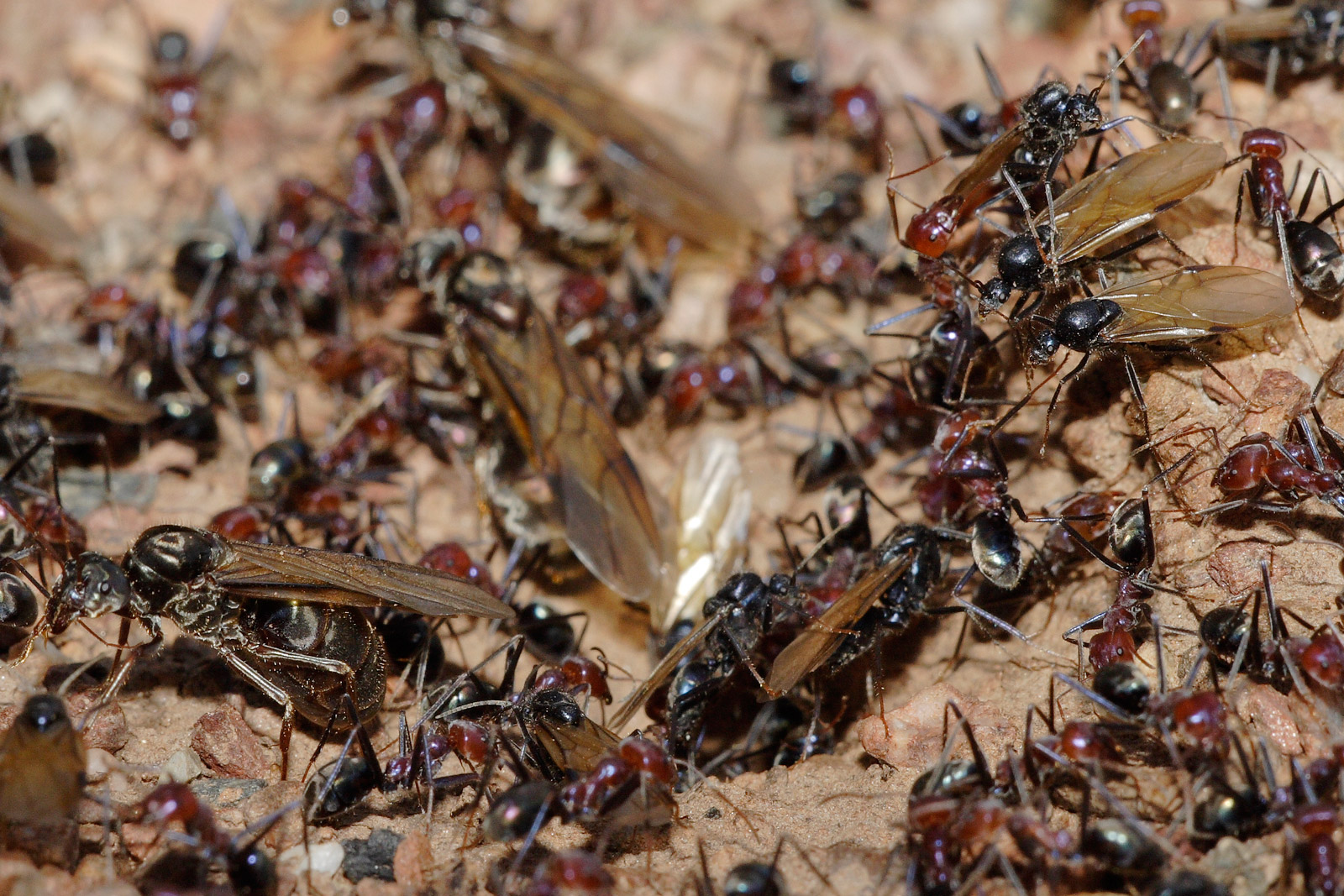
Myran Iridomyrmex purpureus under svärmningen.

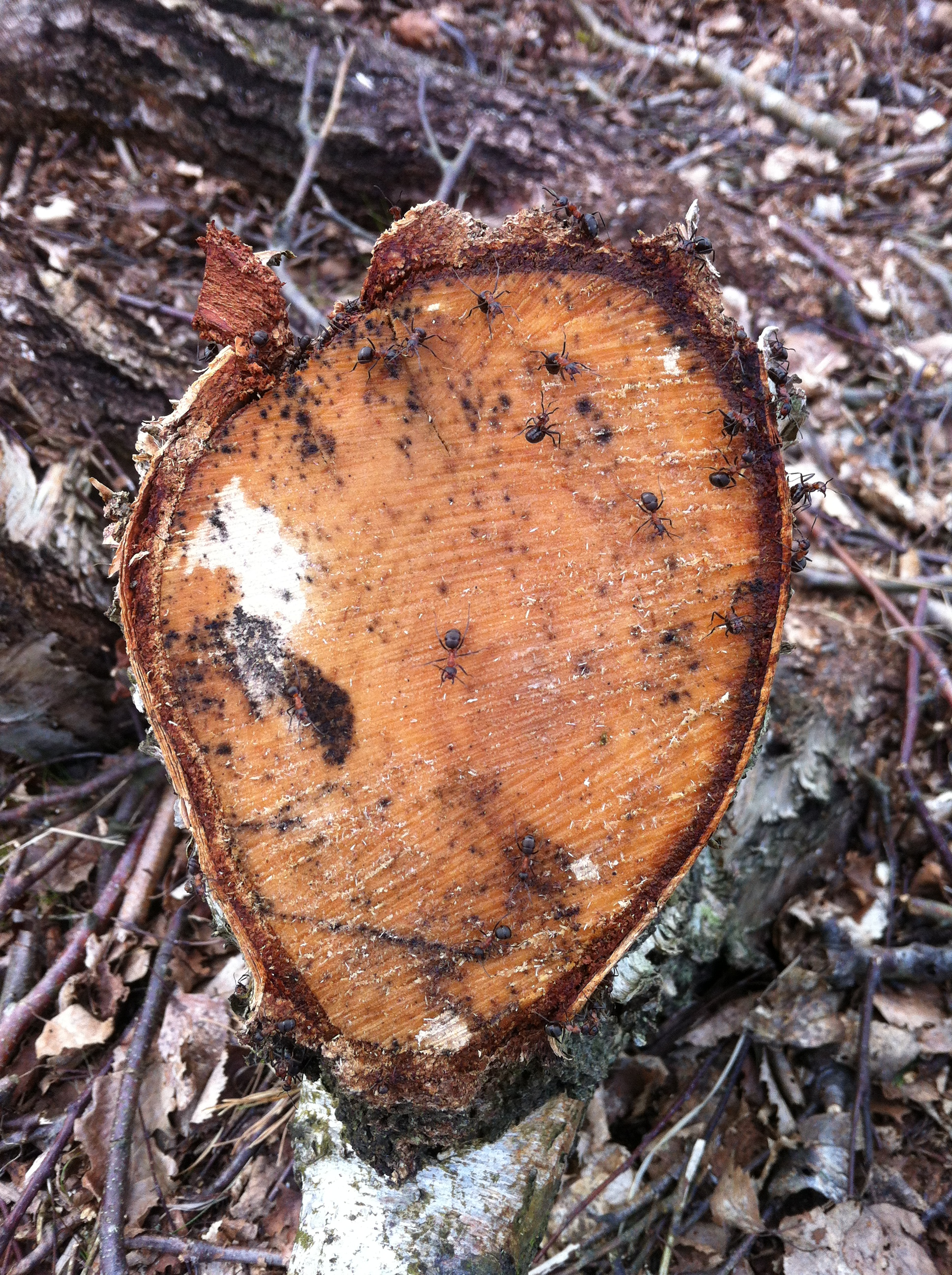
Röd skogsmyra äter sav från en stubbe på Styrsö.

Larverna matas dels direkt ur arbetarnas mun med söta safter som arbetarna har transporterat hem i krävan, dels av fasta födoämnen, från såväl växt- som djurriket, som delas ut i små portioner. Fullbildade myrors näring är både animalisk och vegetarisk; insekter, inte minst larver, såväl som söta frukter och frön förtärs. Många myror hämtar en väsentlig del av sin näring från vissa bladlöss och sköldlöss i form av en söt vätska som är lössens exkrementer. När inga myror finns på plats utgjuts vätskan som ett klibbigt överdrag på bladen, känt under namnet honungsdagg. Somliga myror uppsöker bladlössen på yttre växtdelar och stryker dem med antennerna så att de utsöndrar den söta saften. Eftersom myrorna tar hand om bladlössen och skyddar dem mot fiender kan man betrakta dem som myrornas boskap. En del myror murar ett skyddande hölje av jordpartiklar kring lössen. Andra myror håller bladlöss och sköldlöss som husdjur i sina gångar, där de får suga på rottrådar. Så är fallet med till exempel familjerna/släktena Tetramorium och Lasius, i synnerhet de gula tuvmyrorna. Arten Lasius flavus samlar in ägg som bladlössen har lagt ute i det fria på hösten och förvarar dem i boets kamrar, där de får övervintra för att kläckas nästa vår. De unga bladlössen bärs omedelbart till de växtdelar som de ska suga sin näring från. Även fjärilslarver i familjen Lycaenide, samt i tropiska länder stritar, har ett liknande symbiotiskt förhållande till myrorna.

### Boet

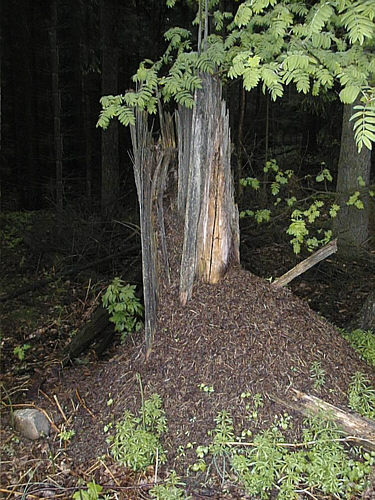
Myrstack av röda skogsmyror.

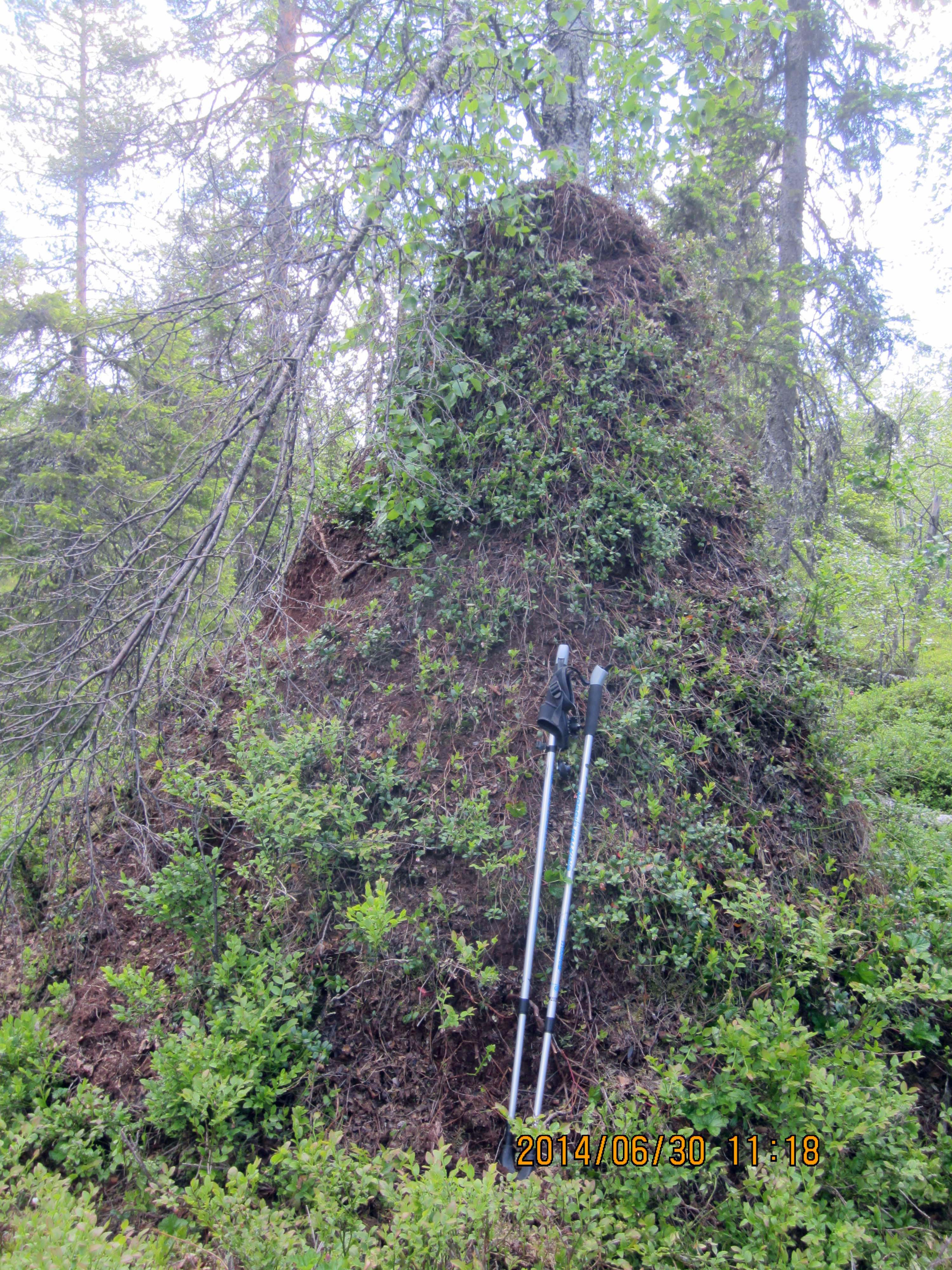
Myrstack vid Neitaskaite i Norrbottens län (Lappland), uppmätt till 279 cm hög år 2013.

De flesta myrarter bygger bon. Bland myrornas bon finns många varianter, både beträffande val av boplats och byggnadsmaterial och beträffande byggnadssätt. Genom de olika botyperna har olika myrarter utvecklat förmåga att frodas i många olika miljöer. 
De nomadiserande vandringsmyrorna slår sig endast tillfälligt ned i något ihåligt träd eller annat skyddat gömsle, där alla de oerhört talrika samhällsmedlemmarna sitter sammangyttrade till en enda klump, som i sitt inre döljer larver och puppor och sålunda själva utgör det egentliga, av levande material bildade boet. Dock har vissa vandringsmyror iakttagits välja sig något mindre tillfälliga, men dock kortvariga uppehållsplatser i andra, fördrivna myrors bon.
Övriga myror är dock bofasta och inreder sitt bo på många olika sätt, för samma art ofta högst växlande efter lokala omständigheter. De vanligaste slagen av bon är gångar och kamrar, utgrävda i marken, ofta under någon ytligt liggande sten. En mer komplicerad form av dessa bon är tuvorna, som av vissa myror uppförs av ur markboet uppgrävd jord, med användande av växtligheten till stöd. En del tropiska myror konstruerar ett slags klotformiga jordbyggnader högt uppe i träden, kring någon grenklyka. Överallt från dessa bons yta skjuter små groddplantor ut, vilket möjligen kan antyda att myrorna själva sått frön där, för att rötterna ska ge byggnaden stadga. Ett annat slags bon är de som är utarbetade ur trä eller bark, varvid framför allt av röta angripna trädstubbar föredras, och en del av boet är förlagd i jorden därunder. Vissa myror kan också ur ganska fast material utarbeta sina i många sammanhängande våningar fördelade kamrar. Så är till exempel fallet med släktet Camponotus, särskilt dess undersläkte Colobopsis, där de storhuvade arbetarna spelar rollen av portvakter, genom att de med sina väldiga, av hårt pansar skyddade huvuden spärrar ingångarna till bona. Vare sig bona är grävda i ren jord eller i någon stubbe kan de ha en överbyggnad av hopsläpade torra växtdelar, ibland ganska lite men ofta hopat till en mer än en meter hög myrstack som är flera meter i omkrets. Stackar byggs i Sverige av arter av släktet Formica. Såväl tuvor som stackar är till för värmereglering för avkommans skull. För den högsta temperaturen utsättes pupporna. Av en helt annan typ är de så kallade kartongbon, vars byggnadsmassa utgörs av söndertuggat trä och andra växtdelar, hopklibbade med någon körtelutsöndring. Sådana bon byggs i Sverige i ihåliga träd av Lasius fuliginosus, på vars nybyggda cellväggar ett sammetslikt ludd bildas av en svamp, Cladotrichum myrmecophilum. Svampens trådlika och förgrenade mycelium, som växer i cellväggarna, bidrar till deras fasthet. Kartongbon av fastare beskaffenhet byggs i tropiska länder i det fria av en mängd myrarter som tillhör släktena Azteca, Polyrhachis, Dolichoderus och Cremastogaster. Särskilt intressanta är de myrbon av levande, sammanböjda blad, vars kanter är hopfogade med hjälp av en tät vävnad av silkestrådar och som man funnit förfärdigas av Camponotus senex (Brasilien), Polyrhachis diues (Indien) samt den i såväl Indien som Australien och Afrika utbredda Oecophylla smaragdina. Några myror som sitter i rad på bladet håller bladkanterna intill varandra, medan andra håller varsin av myrornas egna larver mellan käkarna och låter dem fästa sina ur munnen framväxande silkestrådar växelvis vid ena och andra kanten, till dess att den avsedda sammanbindningen åstadkommits. Myrorna, som själva saknar spinnkörtlar, begagnar sig alltså här på sätt och vis av redskap, om än levande sådana.
Vissa myrarter anlägger vägar som strålar ut från deras bon. De kan vara som fördjupade fåror i marken och delvis tunnelformiga (Lasius, Camponotus och Formica pratensis) eller också helt enkelt breda och långa avröjda gångstigar, som till exempel vår vanliga skogsmyras vägar i barrskogarna.
Myrornas samhällen är fleråriga, och särskilt honorna av vissa arter kan nå en hög ålder med 15 år eller mer.
Nya samhällen kan grundläggas dels genom från bona utvandrade honor, antingen ensamma eller tillsammans med arbetare av annan art (se ovan), dels genom kolonibildning, på så sätt att en del av det gamla samhället utvandrar till en närbelägen plats och inledningsvis upprätthåller en ganska långvarig fredlig kommunikation med modersamhället. Sådana kolonier bildas ofta av den i Sverige vanliga röda skogsmyran, Formica rufa, men framför allt är det Formica exsecta som, särskilt på Norrlands myrar, uppträder i ofantliga, på detta sätt bildade "nationer" av många hundra i sinsemellan fredlig förbindelse stående stackar. Samtidigt bemöts främlingar, även av samma art, fientligt. Vapnen utgörs då av käkarna och giftkörtlarna i bakkroppens spets. Giftkörtlarna utsöndrar en skarp vätska. På många myror är giftkörtlarna förbundna med en stickande gadd. De kolonibildande myrorna känner med hjälp av både feromoner och lukt igen medlemmarna av samma samhälle eller "myrnation", även om de varit åtskilda ganska lång tid.

#### Sveriges största stack
Sveriges största kända myrstack utanför Neitaskaite i Gällivare kommun uppmättes år 2013 till en höjd av 279 cm och med en omkrets av 12 meter. Forskare bedömde att den innehöll omkring 300 000 myror och att den har sitt ursprung från 1700-talet.

### Symbios
De så kallade blandade samhällen som bildas av två arter, en herre- och en slavart, men vilka båda ingår i samma samhälle och gemensamt bidrar till dess bestånd, är i grunden annorlunda. Av herrearten finns i boet både hannar, honor och arbetare (utom hos de ovan omtalade arbetarlösa släktena, Anergates med flera). Slavarten, å andra sidan, är i regel representerad av endast arbetare, de så kallade slavarna, som redan som puppor bortrövats av herremyrorna och, kläckta i dessas bon, uträttar alla sysslor, som de skulle ha gjort i sitt eget hem. De utför alltså byggnadsarbeten, matar och vårdar sina herrars larver och ofta även herremyrorna själva, deltar i samhällets försvar och så vidare. De antar inga av sina herrars vanor och deltar inte i plundringstågen, fastän de gör sina herrars fiender till sina, även om det gäller deras egna syskon, det vill säga medlemmar av det samhälle, varifrån de bortrövats. Mest kända bland slavhållande myror är camponotinerna Polyergus rufescens och Formica sanguinea (båda håller arbetare av arten Formica fusca som slavar), myrmicinsläktena Harpagoxenus (med slavar av släktet Leptothorax), Strongylognathus och Anergates (med slavar av arten Tetramorium ocespitum). Minst beroende av slavarna är den hos oss vanliga Formica sanguinea, som själv kan ombesörja alla inom samhället erforderliga sysslor och stundom också påträffas i slavlösa (enkla) samhällen. Hos de övriga har slavhållarinstinkten lett till en större eller mindre försvagning av arbetsinstinkterna. Arbetarna av arten Polyergus rujescens till exempel sysslar uteslutande med att röva slavar, som gräver sina herrars bon, föder upp deras avkomma och matar herremyrorna, eftersom denna myra förlorat instinkten att själv äta, och därför svälter ihjäl även mitt i ett överflöd av föda om den skiljs från sina slavar. Mandiblerna, som hos andra myrarbetare är breda, tandade arbetsredskap, har hos Polyergus ombildats till smala och spetsiga mordvapen för användning på rövartågen. De nämnda slavhållande arterna kan sägas stå i ett parasitiskt förhållande till slavarten.

## Myror och människan

### I kulturen
I kulturen refererar ofta myran till flitighet, organisation, litenhet och mängd, men kan också alludera på ett hot. Myran har gett upphov till flera talesätt och uttryck, exempelvis "arbetsmyra" och "flitig som en myra" för personer som jobbar mycket och energiskt, "ha myror i huvudet" är att grubbla över något och att "ha myror i benen" eller "myror i byxorna" är att vara rastlös. Titeln på det svenska barnprogrammet Fem myror är fler än fyra elefanter syftar på myrornas litenhet och mängd - denna gång som en pedagogisk tankefigur då myrorna trots sin litenhet, i förhållande till elefanterna, är talrikare.   
Den moraliska fabeln gräshoppan och myran om den flitiga myran och den slappa gräshoppan tillskrivs den grekiske diktaren Aisopos (620-560 f.Kr.). Andra klassiska moralisk fabler med myror är exempelvis den om kungskobran och myrstacken som i korthet förtäljer att högmod går före fall, och den om duvan som först räddar myran från att drunkna och som sen i sin tur räddas av myran som biter jägaren i hälen så att denne misslyckas med att fånga duvan. I visan Balladen om den kaxiga myran av Stefan Demert, är det istället myran som visar högmod, när den påverkad av alkohol förlorar kampen med ett tuggummi av märket Toy.    
Den tyska författaren Carl Stephensons mest kända novell publicerad i Tyskland 1937 med titeln Leiningens Kampf mit den Ameisen och 1938 i USA som Leiningen Versus the Ants (sv. Leiningens strid med myror) handlar om jordbrukaren Leiningen i Brasilien som tar upp kampen med en till synes aldrig sinande ström av vandrarmyror. Historien blev till radiopjäs 1948 och film 1954 med titeln The Naked Jungle av regissören Byron Haskin, där huvudrollerna spelas av Charlton Heston och Eleanor Parker. Samma år kom skräckfilmen Them! där atombombstester i öknen resulterar i muterade gigantiska myror som attackerar människor. Empire of the Ants en film från 1977, löst baserad på en novell av H. G. Wells, med Joan Collins i huvudrollen, följer ungefär samma upplägg där myror blir gigantiskt stora på grund av radioaktivitet, fast denna gång på en ö. 1977 kom också TV-filmen Ants!, där myror, visserligen i naturlig storlek, men extra giftiga på grund av miljögifter, i mängd attackerar en semesterort. 1998 kom den animerade filmkomedin Antz av DreamWorks Animation om den neurotiska myran som försöker bryta med det totalitära styret i stacken.

### I folktron
Enligt svensk folktro skulle man akta sig för myror. Många menade nämligen att myrorna stod i förbindelse med underjordiska väsen. Om man raserade en myrstack skulle man själv bli bostadslös. Om en större mängd myror tog sig in i ens hus var det ett varsel om kommande dödsfall. I äldre svensk folkmedicin sades det att man kunde förebygga huvudvärk genom att på våren lukta på de första myrorna man såg.

### Inom vetenskapen
Forskare som studerar myror kallas "myrmekologer".